# Pamela Harriman
 |language=en

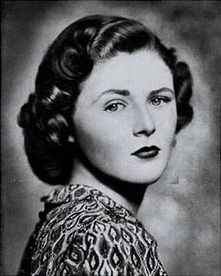
Pamela Harriman im Jahr 1938

Pamela Beryl Harriman (* 20. März 1920 in Farnborough, Hampshire als Pamela Beryl Digby; † 5. Februar 1997 in Paris) war eine englischstämmige Gesellschaftsdame und US-amerikanische Diplomatin.
Ihr einziges Kind, Winston Spencer Churchill, war ein Enkel von Winston Churchill.

## Leben
Pamela Digby entstammte einer adligen Familie. Ihre Urgroßtante war die Abenteurerin Jane Digby. Pamela wuchs im ländlichen Dorset auf und nahm an Reitturnieren teil. Im Alter von 17 Jahren ging sie für ein halbes Jahr auf ein Internat in München, wo Unity Mitford sie Adolf Hitler vorstellte. Später studierte sie an der Sorbonne, allerdings ohne je einen Abschluss zu machen.
1937 kehrte sie nach England zurück. In London arbeitete sie als Übersetzerin für das Foreign Office, wo sie 1939 Randolph Frederick Churchill traf. Noch am selben Abend hielt er um ihre Hand an, und am 4. Oktober heirateten sie.
Im Februar 1941 wurde Randolph zum Militärdienst nach Kairo entsandt und häufte dort erhebliche Spielschulden an. In ihre Londoner Wohnung zog als Untermieterin Kathleen Harriman ein, die Tochter des amerikanischen Sonderbotschafters W. Averell Harriman. Dieser begann eine Affäre mit Pamela Digby. Wegen der Schulden ihres Mannes und der Beziehung zu Harriman beantragte sie 1945 die Scheidung von Randolph Churchill.
Pamela, geschiedene Churchill, zog nach Paris und begann 1948 eine Affäre mit Gianni Agnelli. Erst als dieser Prinzessin Marella Caracciolo di Castagneto schwängerte, beendete Pamela die Beziehung.
Nach einer Liaison mit dem verheirateten Baron Élie de Rothschild traf sie 1959 den ebenfalls noch verheirateten Broadwayproduzenten Leland Hayward. Sie akzeptierte seinen Heiratsantrag und zog nach New York. Sie blieb bei ihm bis zu seinem Tod 1971.
Unmittelbar danach nahm sie Kontakt auf zu ihrem einstigen Liebhaber W. Averell Harriman, der, mittlerweile 79 Jahre alt, selbst frisch verwitwet war. Am 27. September 1971 heirateten die beiden. Durch ihn kam sie in Kontakt mit dem politischen Establishment in Washington, D.C.
Nach Harrimans Tod brach ein Streit um dessen Erbe aus, das die New York Times auf 30 Millionen Dollar schätzte. Der Zwist darüber zwischen Harrimans Tochter Kathleen und der Witwe Pamela beschäftigte die Medien. 1995 wurde der Konflikt mit einem Vergleich beigelegt. 1994 sprach sie in einem Interview über ihre persönlichen Erinnerungen an die Alliierte Invasion in der Normandie 1944.

## Politik
Als Pamela Churchill Harriman nahm sie 1971 die US-amerikanische Staatsbürgerschaft an und begann für die Demokratische Partei tätig zu werden. Präsident Bill Clinton ernannte sie 1993 als Nachfolgerin von Walter Curley zur US-Botschafterin in Frankreich.
Im Februar 1997 erlitt sie im Pool des Hotels Ritz eine intrazerebrale Blutung und verstarb am Tag darauf. Frankreichs Staatspräsident Jacques Chirac legte das Großkreuz der Ehrenlegion auf ihren Sarg; sie war die erste ausländische Diplomatin, die mit dieser Ehrung ausgezeichnet wurde. Präsident Clinton entsandte ein Sonderflugzeug, um ihren Leichnam in die Vereinigten Staaten zu überführen und sprach selbst beim Trauergottesdienst am 13. Februar 1997 für sie in der Washington National Cathedral.
Am 14. Februar 1997 wurde sie auf dem Anwesen der Familie Harriman in Arden im Bundesstaat New York beigesetzt.